# NGC 2057
NGC 2057 ist ein offener Sternhaufen im Sternbild Mensa in der Großen Magellanschen Wolke.
Das Objekt wurde am 24. September 1826 von James Dunlop entdeckt.